# Season Hubley
Season Hubley (Nueva York, 14 de marzo de 1951) es una actriz y cantante estadounidense.

## Carrera
Inició su carrera en el cine estadounidense participando en la película de 1973 Lolly-Madonna XXX. Integró el reparto de las películas de John Carpenter Elvis y Escape de Nueva York. Se retiró de los medios a finales de la década de 1990. 

## Vida personal
Estuvo casada con Kurt Russell, protagonista de ambas películas, entre 1979 y 1983. La pareja tuvo un hijo, Boston Oliver Grant Russell, nacido en 1980.

## Filmografía

### Cine
| Año  | Título               | Papel            |
| ---- | -------------------- | ---------------- |
| 1973 | Lolly-Madonna XXX    | Lolly Madonna    |
| 1974 | Catch My Soul        | Desdemona        |
| 1979 | Hardcore             | Niki             |
| 1981 | Escape from New York |                  |
| 1982 | Vice Squad           |                  |
| 1985 | The Key to Rebecca   | Alaney Fontana   |
| 1987 | Prettykill           | Heather Todd     |
| 1987 | Steele Justice       |                  |
| 1989 | Caddie Woodlawn      | Harriet Woodlawn |
| 1991 | Total Exposure       | Andi Robinson    |
| 1992 | Stepfather III       | Jennifer Ashley  |
| 1998 | Kiss the Sky         | Beth             |

### Televisión
| Año       | Título                                   | Papel                        |
| --------- | ---------------------------------------- | ---------------------------- |
| 1972      | Bobby Jo and the Good Time Band          | Bobby Jo                     |
| 1972      | The Partridge Family                     |                              |
| 1973      | She Lives!                               | Pam Rainey                   |
| 1974      | The Healers                              | Ann Kilmer                   |
| 1974      | Kung Fu                                  | Margit Kingsley McLean       |
| 1975      | The Rookies                              | Kim Owens                    |
| 1976–1977 | Family                                   | Salina Magee                 |
| 1977      | Starsky & Hutch                          | Terry Roberts                |
| 1977      | SST: Death Flight                        | Anne Redding                 |
| 1977      | Westside Medical                         | Nan Cousins                  |
| 1977      | Kojak                                    | María                        |
| 1977      | Visions                                  | Sara Blakemore               |
| 1978      | Loose Change                             | Tanya Berenson               |
| 1979      | Elvis                                    | Priscilla Presley            |
| 1979      | Mrs. R's Daughter                        | Ellie Pruitt                 |
| 1983      | A Caribbean Mystery                      | Molly Kendall                |
| 1985      | The Twilight Zone                        | Carol Shelton                |
| 1985      | Alfred Hitchcock Presents                | Lena Trent                   |
| 1986      | Hammer House of Mystery and Suspense     | Cora Berlaine                |
| 1986      | Under the Influence                      | Ann Talbot Simpson           |
| 1986      | Christmas Dove                           | Melissa                      |
| 1988      | Shakedown on the Sunset Strip            | Audre Davis                  |
| 1988      | Blue Skies                               | Annie Pfeiffer Cobb          |
| 1990      | Unspeakable Acts                         | Jackie Harrison              |
| 1990      | Murder, She Wrote                        | Marla Bryce                  |
| 1990      | Child in the Night                       | Valerie                      |
| 1990      | Vestige of Honor                         | Marilyn                      |
| 1991      | CBS Schoolbreak Special                  | Barbara McBride              |
| 1992      | Steel Justice                            | Gina Morelli                 |
| 1992–1994 | All My Children                          | Angelique Voynitzheva Marick |
| 1996      | No One Would Tell                        | Rita Thompson                |
| 1996      | Humanoids from the Deep                  | Timmys Mother                |
| 1998      | Beverly Hills, 90210                     | Sra. Evans                   |
| 1998      | Children of the Corn V: Fields of Terror | Madre de Lilly               |
| 1999      | Flipper                                  | Sarah Gorban                 |